# Zofia Erykówna
Zofia Erykówna, niem. Sophie von Pommern zu Stettin (ur. ok. 1462, zm. 26 (25?) kwietnia 1504) – żona Magnusa II, księcia meklemburskiego na Schwerinie i Güstrowie; córka Eryka II, księcia wołogoskiego, słupskiego i szczecińskiego oraz Zofii.

## Rodzina
Zofia mimo wcześniejszych planów małżeńskich z Fryderykiem, synem margrabiego–elektora Albrechta III Achillesa oraz Janem VI, synem Henryka IV Grubego, księcia meklemburskiego na Schwerinie została w końcu wydana za mąż, za młodszego brata Jana – Magnusa II, trzeciego syna Henryka i Doroty. Ze związku małżeńskiego pochodziło siedmioro dzieci:
- Henryk V Zgodny (ur. 3 maja 1479, zm. 6 lutego 1552) – książę meklemburski na Schwerinie,
- Dorota (ur. 21 października 1480, zm. 1 września 1537) – przeorysza klasztoru w Ribnitz,
- Zofia (18 grudnia 1481, zm. 12 lipca 1503) – żona Jana Stałego, elektora saskiego,
- Eryk II (ur. 3 września 1483, zm. 22 grudnia 1508) – książę meklemburski na Schwerinie,
- Anna (ur. 14 września 1485, zm. 12 maja 1525) – żona Wilhelma II Średniego, langrafa Hesji oraz Ottona I, hrabiego Solms–Laubach,
- Albrecht VII Piękny (ur. 25 lipca 1486, zm. 7 stycznia 1547) – książę meklemburski na Güstrowie,
- Katarzyna (ur. 1487, 6 czerwca 1561) – żona Henryka Pobożnego, księcia saskiego na Freibergu[a][3].

### Genealogia
| Warcisław IX ur. 1395? lub w okr. 1395–1400 zm. 17 IV 1457 | Warcisław IX ur. 1395? lub w okr. 1395–1400 zm. 17 IV 1457 |                                                       |                                                       | Zofia ur. najwcz. 1374 zm. 1462 | Zofia ur. najwcz. 1374 zm. 1462 |  |  | Bogusław IX ur. najp. 1405 zm. 7 XII 1446 | Bogusław IX ur. najp. 1405 zm. 7 XII 1446 |                                     |                                     | Maria mazowiecka ur. najp. w okr. 1412–1415 zm. 18 II 1454 | Maria mazowiecka ur. najp. w okr. 1412–1415 zm. 18 II 1454 |
|                                                            |                                                            |                                                       |                                                       |                                 |                                 |  |  |                                           |                                           |                                     |                                     |                                                            |                                                            |
|                                                            |                                                            |                                                       |                                                       |                                 |                                 |  |  |                                           |                                           |                                     |                                     |                                                            |                                                            |
|                                                            |                                                            | Eryk II ur. w okr. 1418–1425 lub poźn. zm. 5 VII 1474 | Eryk II ur. w okr. 1418–1425 lub poźn. zm. 5 VII 1474 |                                 |                                 |  |  |                                           |                                           | Zofia ur. ok. 1434 zm. 24 VIII 1497 | Zofia ur. ok. 1434 zm. 24 VIII 1497 |                                                            |                                                            |
|                                                            |                                                            |                                                       |                                                       |                                 |                                 |  |  |                                           |                                           |                                     |                                     |                                                            |                                                            |
|                                                            |                                                            |                                                       |                                                       |                                 |                                 |  |  |                                           |                                           |                                     |                                     |                                                            |                                                            |
|                                                            |                                                            |                                                       |                                                       |                                 |                                 |  |  |                                           |                                           |                                     |                                     |                                                            |                                                            |

|                                                  |                                                  | Magnus II ur. 1441 zm. 20 XI 1503 OO 31 V 1478 | Magnus II ur. 1441 zm. 20 XI 1503 OO 31 V 1478 | Zofia Erykówna (ur. ok. 1462, zm. 26 (25?) IV 1504) | Zofia Erykówna (ur. ok. 1462, zm. 26 (25?) IV 1504) |                                       |                                       |                                   |                                   |
|                                                  |                                                  |                                                |                                                |                                                     |                                                     |                                       |                                       |                                   |                                   |
|                                                  |                                                  |                                                |                                                |                                                     |                                                     |                                       |                                       |                                   |                                   |
|                                                  |                                                  |                                                |                                                |                                                     |                                                     |                                       |                                       |                                   |                                   |
| Henryk V Zgodny ur. 3 V 1479 zm. 6 II 1552       | Henryk V Zgodny ur. 3 V 1479 zm. 6 II 1552       | Dorota ur. 21 X 1480 zm. 1 IX 1537             | Dorota ur. 21 X 1480 zm. 1 IX 1537             | Zofia ur. 18 XII 1481 zm. 12 VII 1503               | Zofia ur. 18 XII 1481 zm. 12 VII 1503               | Eryk II ur. 3 IX 1483 zm. 22 XII 1508 | Eryk II ur. 3 IX 1483 zm. 22 XII 1508 | Anna ur. 14 IX 1485 zm. 12 V 1525 | Anna ur. 14 IX 1485 zm. 12 V 1525 |
|                                                  |                                                  |                                                |                                                |                                                     |                                                     |                                       |                                       |                                   |                                   |
| Albrecht VII Piękny ur. 25 VII 1486 zm. 7 I 1547 | Albrecht VII Piękny ur. 25 VII 1486 zm. 7 I 1547 | Katarzyna ur. 1487 zm. 6 VI 1561               | Katarzyna ur. 1487 zm. 6 VI 1561               |                                                     |                                                     |                                       |                                       |                                   |                                   |

### Opracowania
- Edward Rymar, Rodowód książąt pomorskich, Szczecin: Książnica Pomorska im. Stanisława Staszica, 2005, ISBN 83-87879-50-9, OCLC 69296056. Brak numerów stron w książce
- Szymański J.W., Książęcy ród Gryfitów, Goleniów – Kielce 2006, ISBN 83-7273-224-8.

### Opracowania online
- Unverhau H., Magnus II., Herzog von Mecklenburg (niem.) [w:] (NDB, ADB) Deutsche Biographie (niem.), [data dostępu 2012-01-19].